# Xiphorhynchus
Xiphorhynchus – rodzaj ptaków z podrodziny tęgosterów (Dendrocolaptinae) w rodzinie tęgosterowatych (Dendrocolaptidae).

## Zasięg występowania
Rodzaj obejmuje gatunki występujące w Ameryce.

## Morfologia
Długość ciała 15–29 cm; masa ciała 15–75 g.

## Systematyka

### Etymologia
- Talapius: na bazie „Talapiot” de Buffona z lat 1770–1783[8]. Nomen nudum.
- Xiphorhynchus: gr. ξιφος xiphos „miecz”; ῥυγχος rhunkhos „dziób”[9].
- Picolaptes: zbitka wyrazowa fr. Picucule „dzięcioł” i nazwy rodzaju Dendrocolaptes Hermann, 1804 (tęgoster) (por. gr. πικος pikos „dzięcioł”, od łac. picus  „dzięcioł”; gr. κολαπτης kolaptēs „dzięcioł”, od κολαπτω kolaptō „wydziobać, wydłubać”)[10]. Gatunek typowy: Dendrocolaptes guttatus M.H.C. Lichtenstein, 1820.
- Thripobrotus: gr. θριψ thrips, θριπος thripos „kornik”; βρωτυς brōtus „jedzący”, od βρωσις brōsis, βρωσεως brōseōs „pokarm, jedzenie”, od βιβρωσκω bibrōskō „zjadać”[11]. Gatunek typowy: Dendrocolaptes bivittatus M.H.C. Lichtenstein, 1822 (= Picolaptes spixii Lesson, 1830).
- Dendrornis: gr. δενδρον dendron „drzewo”; ορνις ornis, ορνιθος ornithos „ptak”[12]. Gatunek typowy: Dendrocolaptes susurrans Jardine, 1847.

### Podział systematyczny
Do rodzaju należą następujące gatunki:
- Xiphorhynchus atlanticus (Cory, 1916) – mieczonos atlantycki
- Xiphorhynchus fuscus (Vieillot, 1818) – mieczonos mały
- Xiphorhynchus elegans (von Pelzeln, 1868) – mieczonos nadobny
- Xiphorhynchus spixii (Lesson, 1830) – mieczonos smugowany
- Xiphorhynchus ocellatus (von Spix, 1824) – mieczonos skromny
- Xiphorhynchus pardalotus (Vieillot, 1818) – mieczonos lamparci
- Xiphorhynchus obsoletus (M.H.C. Lichtenstein, 1820) – mieczonos kropkowany
- Xiphorhynchus flavigaster Swainson, 1827 – mieczonos meksykański
- Xiphorhynchus guttatus (M.H.C. Lichtenstein, 1820) – mieczonos płowy
- Xiphorhynchus susurrans (Jardine, 1847) – mieczonos namorzynowy
- Xiphorhynchus lachrymosus (Lawrence, 1862) – mieczonos ciemny
- Xiphorhynchus erythropygius (P.L. Sclater, 1860) – mieczonos ciemnogłowy
- Xiphorhynchus triangularis (Lafresnaye, 1842) – mieczonos andyjski